# Filialkirche Perschling-Haselbach

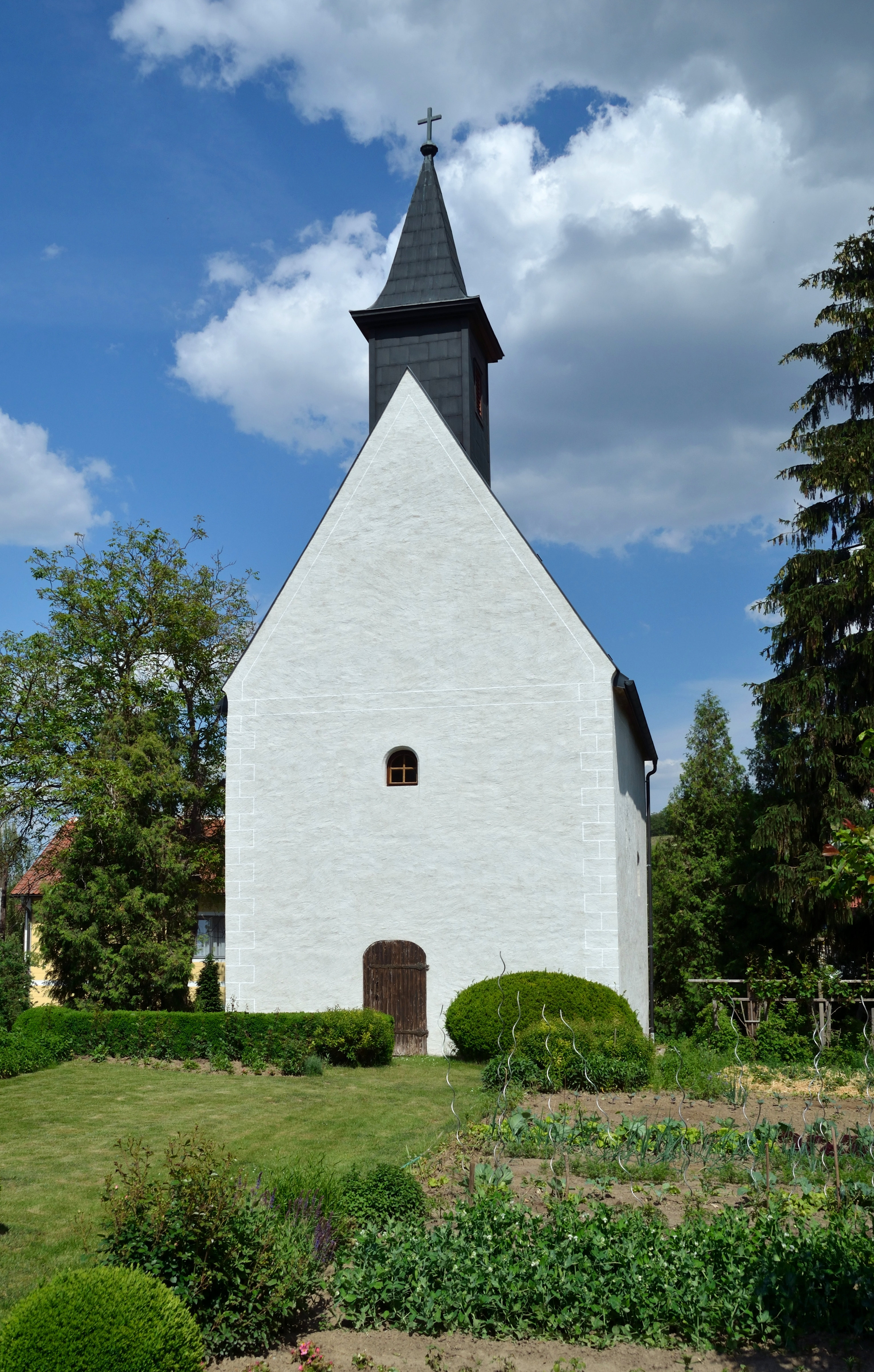
Katholische Filialkirche in Perschling-Haselbach

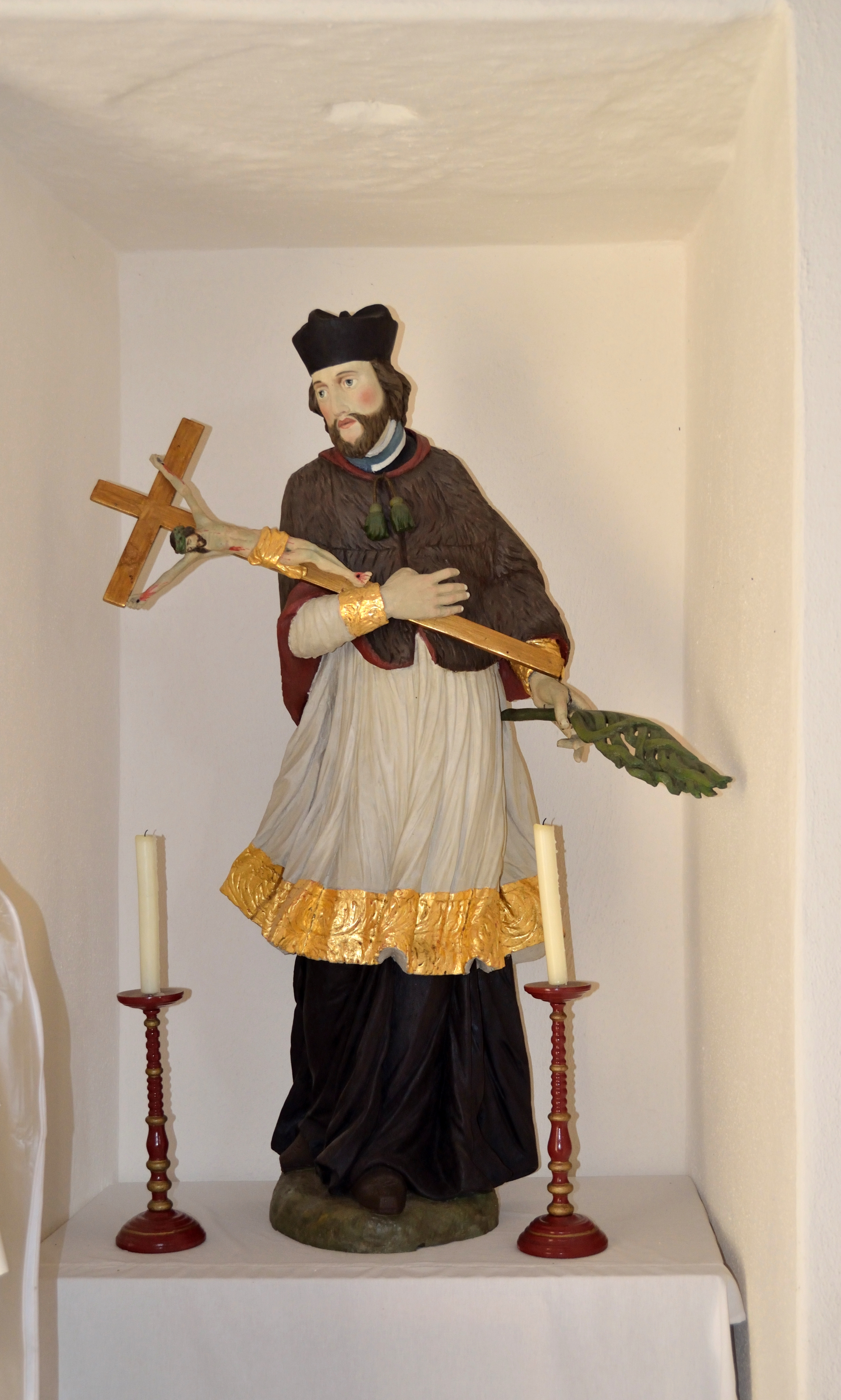
Statue Johannes Nepomuk

Die römisch-katholische Filialkirche Perschling-Haselbach steht auf einem kleinen Hügel im Ort Haselbach in der Gemeinde Perschling im Bezirk St. Pölten-Land in Niederösterreich. Die auf den heiligen Laurentius von Rom geweihte Filialkirche gehört zum Dekanat Herzogenburg in der Diözese St. Pölten. Die Kirche in einem ehemaligen Friedhof steht unter Denkmalschutz.

## Geschichte
Anfangs bestand ein romanischer Saalbau als Apsidensaal. Der gotische Chor entstand im 14. Jahrhundert. Im 17. Jahrhundert erhielt das Langhaus eine Flachdecke und eine hölzerne Orgelempore, die Fenster wurden teils barock ausgerundet. 1999 wurde bei der Innenrestaurierung die Fundamente der romanischen halbkreisförmigen Apis mit einem Altarfundament ergraben.

## Architektur
Das schlichte romanische Langhaus mit einer ehemaligen Halbkreisapsis erhielt im 14. Jahrhundert einen gotischen Chor mit einem Fünfachtelschluss. Der Kirchenbau steht unter einem Satteldach und trägt am First bei der Westfront einen Dachreiter.
Das Kircheninnere zeigt sich im Langhaus mit einer Flachdecke und im Chor mit einem Kreuzgratgewölbe. Die Fenster sind teils barock gerundet. Die Orgelempore ist aus Holz.

## Ausstattung
Der schlichte Altar aus dem 18. Jahrhundert zeigt das Altarblatt hl. Laurentius, dem Maler Andreas Rudroff im Ende des 18. Jahrhunderts zugeschrieben. Es gibt zwei weibliche Statuen aus der zweiten Hälfte des 18. Jahrhunderts und eine Statue hl. Johannes Nepomuk aus der Mitte des 18. Jahrhunderts.